# Herrarnas ICC T20-VM 2021
Herrarnas ICC T20 världsmästerskap 2021 var det sjunde T20 cricketvärldsmästerskapet för herrar, arrangerat av International Cricket Council. Turneringen spelades i värdländerna Förenade Arabemiraten och Oman från 17 oktober till 14 november 2021. Västindien var de regerande mästarna.
Det skulle hållas ett världsmästerskap i Australien den 18 oktober till 15 november 2020, men i juli 2020 meddelade ICC att denna turnering sköts upp på grund av Covid-19-pandemin. I augusti 2020 meddelade ICC att Indien skulle bli värd för tävlingen 2021, och Australien värd för tävlingen 2022. I juni 2021 meddelade ICC att Indien inte längre skulle anordna turneringen, utan Förenade Arabemiraten och Oman, på grund av oroligheter kring Covid-19-pandemin i Indien. Turneringen började den 17 oktober 2021, med finalen den 14 november 2021.
Nya Zeeland var det första laget att ta sig till finalen, efter att de slog ut England med 5 wickets i semifinalen. Det blev Nya Zeelands första T20-VM-final. Den andra finalisten var Australien, som slog ut Pakistan med 5 wickets i den andra semifinalen. Finalen blev Australiens andra i T20-VM, den första var i T20-VM 2010. I finalen slog Australien Nya Zeeland med 8 wickets och vann sitt första T20-världsmästerskap. Mitchell Marsh utnämndes till matchens bäste spelare, och David Warner utnämndes till turneringens bäste spelare.

## Bakgrund
I april 2020 bekräftade ICC att tävlingen skulle fortsätta enligt schema, trots den då pågående Covid-19 pandemin. Månaden därpå meddelade dock ICC att det var för riskfyllt att hålla tävlingen år 2020. Beslutet om tävlingens öde sköts fram till ICC:s årsmöte i juni 2020, med ytterligare meddelanden planerade för juli 2020. I juni 2020 meddelade ordförande för Cricket Australia Earl Eddings att det var osannolikt och orealistiskt att turneringen skulle hållas i Australien enligt plan. Eddings föreslog även att Australien kunde hålla i tävlingen 2021, och Indien 2022. ICC föreslog även att turneringen skulle kunna hållas i Nya Zeeland samtidigt som Damernas ODI världsmästerskap, som skulle äga rum i Nya Zeeland i februari 2021.

## Lag och kvalificering
Per den 31 december 2018 är de topp 9-rankade fullständiga medlemmarna i ICC, samt värdlandet Indien, automatiskt kvalificerade till världsmästerskapet 2021. Av dessa 10 lag kvalificeras de åtta bäste lagen direkt till Super 12-rundan av turneringen. Dessa 10 lag deltar tillsammans med sex lag som kvalificerade sig genom Herrarnas ICC T20 världsmästerskapskval 2019. De fyra bästa lagen i gruppspelen avancerar till Super 12-rundan av turneringen.
Papua Nya Guinea var det första laget som säkrade sin plats genom kvalomgången, efter att de placerade sig först i Grupp A, före Nederländerna, på net run rate. Det blev den första gången Papua Nya Guinea kvalificerade sig till ett världsmästerskap i något cricketformat. Irland var det andra laget som säkrade sin plats i världsmästerskapet genom kvalomgången efter att de placerade sig först i sin Grupp B, även de på net run rate.
I den första matchen av kvalslutspelen säkrade Nederländerna sin plats i världsmästerskapet när de slog ut Förenade Arabemiraten efter bara 8 wickets, efter att Förenade Arabemiraten endast lyckades få 80 runs i sina innings. Den andra kvalmatchen medförde att Namibia avancerade till sitt första T20-världsmästerskap efter att de slog Oman med 54 runs. Skottland slog värdlandet Förenade Arabemiraten i tredje kvalmatchen med 90 runs och säkrade sin plats i turneringen. Oman blev det sista landet att kvalificera sig efter de slog Hongkong med 12 runs i den sista kvalmatchen.
I augusti 2021 väcktes det oro och tvivel om Afghanistan skulle kunna delta i tävlingen efter att Talibanerna tog över makten i Afghanistan. Afghanistans lagmediachef Hikmat Hassan konfirmerade att Afghanistan skulle delta i tävlingen, trots den politiska osäkerheten i hemlandet. Den 6 oktober 2021 lämnade det afghanska laget Kabul för träningsläger i Doha, Qatar.
| Kvalifikationssätt                                                                                               | Datum                      | Spelplats             | Antal | Kvalificerade                                                                                                 |
| --- | -------------------------- | --------------------- | ----- | --- |
| Värdland (f.d.)                                                                                                  | 7 augusti 2020             |                       | 1     | Indien |
| Herrarnas ICC T20I Lagrankning (Topp 9-rankade lag som spelade i förra världsmästerskapet, exklusive värdlandet) | 31 december 2018           | Diverse               | 9     | Pakistan · Australien · England · Sydafrika · Nya Zeeland · Västindien · Afghanistan · Sri Lanka · Bangladesh |
| Kvalspelet till herrarnas ICC T20-VM 2021                                                                        | 18 oktober–3 november 2019 | Förenade arabemiraten | 6     | Nederländerna · Papua Nya Guinea · Irland · Namibia · Skottland · Oman                                        |
| Total |                            |                       | 16    | |

## Domare
Den 7 oktober 2021 släppte ICC listan med turneringens matchdomare och domare.

### Matchdomare
- David Boon
- Jeff Crowe
- Ranjan Madugalle
- Javagal Srinath

### Domare
| - Chris Brown - Aleem Dar - Kumar Dharmasena - Marais Erasmus | - Chris Gaffaney - Michael Gough - Adrian Holdstock - Richard Illingworth | - Richard Kettleborough - Nitin Menon - Ahsan Raza - Paul Reiffel | - Langton Rusere - Rod Tucker - Joel Wilson - Paul Wilson |

## Spelorter
På 17 april 2021 presenterade BCCI namnen på de städer som var schemalagda att hålla matcher. Bangalore, Chennai, Dharamshala, Hyderabad, Kalkutta, Lucknow, Bombay, New Delhi, samt Ahmedabad där finalen skulle spelas. Den 28 juni 2021 meddelade BCCI:s president Sourav Ganguly att turneringen istället skulle hållas i Förenade Arabemiraten och Oman på grund av covid-19-situationen i Indien. Turneringen hölls på fyra arenor; Dubai International Cricket Stadium, Sheikh Zayed Cricket Stadium, Sharjah Cricket Stadium och Oman Cricket Academy Ground.
| Förenade Arabemiraten               | Förenade Arabemiraten   | Förenade Arabemiraten        | Oman                        |
| Dubai                               | Sharjah                 | Abu Dhabi                    | Muskat                      |
| ----------------------------------- | ----------------------- | ---------------------------- | --------------------------- |
| Dubai International Cricket Stadium | Sharjah Cricket Stadium | Sheikh Zayed Cricket Stadium | Oman Cricket Academy Ground |
| Kapacitet: 25,000                   | Kapacitet: 27,000       | Kapacitet: 20,000            | Kapacitet: 3,000            |
|                                     |                         |                              |                             |

## Första rundan
Alla matchtider är i lokaltid. (UTC+4)

### Grupp A
| Plats | Lag           | Resultat | Resultat | Resultat | Resultat | Resultat | Resultat | Kvalificering               |
| Plats | Lag           | S        | V        | F        | IR       | P        | NRR      | Kvalificering               |
| ----- | ------------- | -------- | -------- | -------- | -------- | -------- | -------- | --------------------------- |
| 1     | Sri Lanka     | 3        | 0        | 0        | 0        | 6        | 3.754    | Kvalificering till Super 12 |
| 2     | Namibia       | 3        | 2        | 1        | 0        | 4        | −0.523   | Kvalificering till Super 12 |
| 3     | Irland        | 3        | 1        | 2        | 0        | 2        | −0.853   |                             |
| 4     | Nederländerna | 3        | 0        | 3        | 0        | 0        | −2.460   |                             |

| 18 oktober 2021 14:00 Rapport |

| Nederländerna · 106 (20 overs)                   | v | Irland · 107/3 (15.1 overs)                           |
| Max O'Dowd 51 (47) Curtis Campher 4/26 (4 overs) |   | Gareth Delany 44 (29) Pieter Seelaar 1/14 (2.1 overs) |

- Nederländerna vann lottningen och valde att slå.
- Curtis Campher blev den första irländska bowlern att få ett hattrick i T20I.[53]
- Curtis Campher blev även den tredje bowlern att få fyra wickets på fyra bollar i T20I.[54]

| 18 oktober 2021 14:00 (N) Rapport |

| Namibia · 96 (19.3 overs)                                | v | Sri Lanka · 100/3 (13.3 overs)                  |
| Craig Williams 29 (36) Maheesh Theekshana 3/25 (4 overs) |   | Bhanuka Rajapaksa 42* (27) JJ Smit 1/7 (1 over) |

- Sri Lanka vann lottningen och valde att fälta.

| 20 oktober 2021 14:00 Rapport |

| Nederländerna · 164/4 (20 overs)               | v | Namibia · 166/4 (19 overs)                        |
| Max O'Dowd 70 (56) Jan Frylinck 2/36 (4 overs) |   | David Wiese 66* (40) Pieter Seelaar 1/8 (2 overs) |

- Namibia vann lottningen och valde att fälta.

| 20 oktober 2021 18:00 (N) Rapport |

| Sri Lanka · 171/7 (20 overs)                         | v | Irland · 101 (18.3 overs)                                  |
| Wanindu Hasaranga 71 (47) Josh Little 4/23 (4 overs) |   | Andrew Balbirnie 41 (39) Maheesh Theekshana 3/17 (4 overs) |

- Irland vann lottningen och valde att fälta
- Sri Lanka kvalificerades till Super 12 till följd av den här matchen,[55] medan Nederländerna eliminerades.[56]

| 22 oktober 2021 14:00 Rapport |

| Irland · 125/8 (20 overs)                         | v | Namibia · 126/2 (18.3 overs)                           |
| Paul Stirling 38 (24) Jan Frylinck 3/21 (4 overs) |   | Gerhard Erasmus 53* (49) Curtis Campher 2/14 (3 overs) |

- Irland vann lottningen och valde att slå.
- Namibia kvalificerades till Super 12 till följd av den här matchen,[57] medan Irland eliminerades.[58]

| 22 oktober 2021 18:00 (N) Rapport |

| Nederländerna · 44 (10 overs)                      | v | Sri Lanka · 45/2 (7.1 overs)                        |
| Colin Ackermann 11 (9) Lahiru Kumara 3/7 (3 overs) |   | Kusal Perera 33* (24) Brandon Glover 1/12 (3 overs) |

- Sri Lanka vann lottningen och valde att fälta.

### Grupp B
| Plats | Lag              | Resultat | Resultat | Resultat | Resultat | Resultat | Resultat | Kvalificering               |
| Plats | Lag              | S        | V        | F        | IR       | P        | NRR      | Kvalificering               |
| ----- | ---------------- | -------- | -------- | -------- | -------- | -------- | -------- | --------------------------- |
| 1     | Skottland        | 3        | 3        | 0        | 0        | 6        | 0.775    | Kvalificering till Super 12 |
| 2     | Bangladesh       | 3        | 2        | 1        | 0        | 4        | 1.733    | Kvalificering till Super 12 |
| 3     | Oman             | 3        | 1        | 2        | 0        | 2        | −0.025   |                             |
| 4     | Papua Nya Guinea | 3        | 0        | 3        | 0        | 0        | −2.655   |                             |

| 17 oktober 2021 14:00 Rapport |

| Papua Nya Guinea · 129/9 (20 overs)               | v | Oman · 131/0 (13.4 overs) |
| Assad Vala 56 (43) Zeeshan Maqsood 4/20 (4 overs) |   | Jatinder Singh 73* (42)   |

- Oman vann lottningen och valde att fälta
- Ayaan Khan och Kashyap Prajapati (Oman) gjorde båda sina T20I-debut.

| 17 oktober 2021 18:00 (N) Rapport |

| Skottland · 140/9 (20 overs)                      | v | Bangladesh · 134/7 (20 overs)                     |
| Chris Greaves 45 (28) Mahedi Hasan 3/19 (4 overs) |   | Mushfiqur Rahim 38 (36) Brad Wheal 3/24 (4 overs) |

- Bangladesh vann lottningen och valde att fälta.

| 19 oktober 2021 14:00 Rapport |

| Skottland · 165/9 (20 overs)                         | v | Papua Nya Guinea · 148 (19.3 overs)              |
| Richie Berrington 70 (49) Kabua Morea 4/31 (4 overs) |   | Norman Vanua 47 (37) Josh Davey 4/18 (3.3 overs) |

- Skottland vann lottningen och valde att slå.

| 19 oktober 2021 18:00 (N) Rapport |

| Bangladesh · 153 (20 overs)                     | v | Oman · 127/9 (20 overs)                                 |
| Mohammad Naim 64 (50) Bilal Khan 3/18 (4 overs) |   | Jatinder Singh 40 (33) Mustafizur Rahman 4/36 (4 overs) |

- Bangladesh vann lottningen och valde att slå.

| 21 oktober 2021 14:00 Rapport |

| Bangladesh · 181/7 (20 overs)                 | v | Papua Nya Guinea · 97 (19.3 overs)                   |
| Mahmudullah 50 (28) Assad Vala 2/26 (3 overs) |   | Kiplin Doriga 46* (34) Shakib Al Hasan 4/9 (4 overs) |

- Bangladesh vann lottningen och valde att slå.
- Vinstmarginalen på 84 runs blev Bangladesh största någonsin i T20I.[59]
- Bangladesh kvalificerades till Super 12 till följd av den här matchen,[60] medan Papua Nya Guinea eliminerades.[61]

| 21 oktober 2021 18:00 (N) Rapport |

| Oman · 122 (20 overs)                        | v | Skottland · 123/2 (17 overs)                    |
| Aqib Ilyas 37 (35) Josh Davey 3/25 (4 overs) |   | Kyle Coetzer 41 (28) Fayyaz Butt 1/26 (3 overs) |

- Oman vann lottningen och valde att slå.
- Skottland kvalificerades till Super 12 till följd av den här matchen,[62] medan Oman eliminerades.[63]

## Super 12
| Kvalifikationssätt            | Land        |
| ----------------------------- | ----------- |
| Värdland                      | Indien      |
| Rankning                      | Afghanistan |
| Rankning                      | Australien  |
| Rankning                      | England     |
| Rankning                      | Nya Zeeland |
| Rankning                      | Pakistan    |
| Rankning                      | Sydafrika   |
| Rankning                      | Västindien  |
| Avancerade från första rundan | Bangladesh  |
| Avancerade från första rundan | Namibia     |
| Avancerade från första rundan | Skottland   |
| Avancerade från första rundan | Sri Lanka   |

Alla matchtider är i lokaltid. (UTC+4)

### Grupp 1
| Plats | Lag        | Resultat | Resultat | Resultat | Resultat | Resultat | Resultat | Kvalificering            |
| Plats | Lag        | S        | V        | F        | IR       | P        | NRR      | Kvalificering            |
| ----- | ---------- | -------- | -------- | -------- | -------- | -------- | -------- | ------------------------ |
| 1     | England    | 5        | 4        | 1        | 0        | 8        | 2.464    | Avancemang till slutspel |
| 2     | Australien | 5        | 4        | 1        | 0        | 8        | 1.216    | Avancemang till slutspel |
| 3     | Sydafrika  | 5        | 4        | 1        | 0        | 8        | 0.739    |                          |
| 4     | Sri Lanka  | 5        | 2        | 3        | 0        | 4        | −0.269   |                          |
| 5     | Västindien | 5        | 1        | 4        | 0        | 2        | −1.641   |                          |
| 6     | Bangladesh | 5        | 0        | 5        | 0        | 0        | −2.383   |                          |

| 23 oktober 2021 14:00 Rapport |

| Sydafrika · 118/9 (20 overs)                        | v | Australien · 121/5 (19.4 overs)                  |
| Aiden Markram 40 (36) Josh Hazlewood 2/19 (4 overs) |   | Steve Smith 35 (34) Anrich Nortje 2/21 (4 overs) |

- Australien vann lottningen och valde att fälta.

| 23 oktober 2021 18:00 (N) Rapport |

| Västindien · 55 (14.2 overs)                    | v | England · 56/4 (8.2 overs)                       |
| Chris Gayle 13 (13) Adil Rashid 4/2 (2.2 overs) |   | Jos Buttler 24* (22) Akeal Hosein 2/24 (4 overs) |

- England vann lottningen och valde att fälta.
- Västindiens stlutliga resultat är det lägsta från en fullständig ICC-medlem någonsin i ett T20-världsmästerskap.[64]

| 24 oktober 2021 14:00 (N) Rapport |

| Bangladesh · 171/4 (20 overs)                            | v | Sri Lanka · 172/5 (18.5 overs)                           |
| Mohammad Naim 62 (52) Chamika Karunaratne 1/12 (3 overs) |   | Charith Asalanka 80* (49) Shakib Al Hasan 2/17 (3 overs) |

- Sri Lanka vann lottningen och valde att fälta.
- Shakib Al Hasan (Bangladesh) blev den ledande wickettagaren i T20-världsmästerskap, med sin 40:e bortskickande.[65]

| 26 oktober 2021 14:00 Rapport |

| Västindien · 143/8 (20 overs)                      | v | Sydafrika · 144/2 (18.2 overs)                     |
| Evin Lewis 56 (35) Dwaine Pretorius 3/17 (2 overs) |   | Aiden Markram 51* (26) Akeal Hosein 1/27 (4 overs) |

- Sydafrika vann lottningen och valde att fälta.

| 27 oktober 2021 14:00 Rapport |

| Bangladesh · 124/9 (20 overs)                      | v | England · 126/2 (14.1 overs)                 |
| Mushfiqur Rahim 29 (30) Tymal Mills 3/27 (4 overs) |   | Jason Roy 61 (38) Nasum Ahmed 1/26 (3 overs) |

- Bangladesh vann lottningen och valde att slå.

| 28 oktober 2021 18:00 (N) Rapport |

| Sri Lanka · 154/6 (20 overs)                   | v | Australien · 155/3 (17 overs)                         |
| Kusal Perera 35 (25) Adam Zampa 2/12 (4 overs) |   | David Warner 65 (42) Wanindu Hasaranga 2/22 (4 overs) |

- Australien vann lottningen och valde att fälta.

| 29 oktober 2021 14:00 Rapport |

| Västindien · 142/7 (20 overs)                         | v | Bangladesh · 139/5 (20 overs)                 |
| Nicholas Pooran 40 (22) Shoriful Islam 2/20 (4 overs) |   | Liton Das 44 (43) Jason Holder 1/22 (4 overs) |

- Bangladesh vann lottningen och valde att fälta
- Roston Chase (Västindien) gjorde sin T20I-debut.

| 30 oktober 2021 14:00 Rapport |

| Sri Lanka · 142 (20 overs)                              | v | Sydafrika · 146/6 (19.5 overs)                        |
| Pathum Nissanka 72 (58) Dwaine Pretorius 3/17 (3 overs) |   | Temba Bavuma 46 (46) Wanindu Hasaranga 3/20 (4 overs) |

- Sydafrika vann lottningen och valde att fälta.
- Wanindu Hasaranga blev den första bowlern från Sri Lanka att få ett hattrick i en T20-världsmästerskapsmatch.[66]

| 30 oktober 2021 18:00 (N) Rapport |

| Australien · 125 (20 overs)                     | v | England · 126/2 (11.4 overs)                      |
| Aaron Finch 44 (49) Chris Jordan 3/17 (4 overs) |   | Jos Buttler 71* (32) Ashton Agar 1/15 (2.4 overs) |

- England vann lottningen och valde att fälta.

| 1 november 2021 18:00 (N) Rapport |

| England · 163/4 (20 overs)                             | v | Sri Lanka · 137 (19 overs)                         |
| Jos Buttler 101* (67) Wanindu Hasaranga 3/21 (4 overs) |   | Wanindu Hasaranga 34 (21) Moeen Ali 2/15 (3 overs) |

- Sri Lanka vann lottningen och valde att fälta.
- Jos Buttler (England) fick sin första 100-poängare i T20I.[67]
- Wanindu Hasaranga (Sri Lanka) tog sin 50:e wicket i T20I.[68]
- Eoin Morgan (England) vann sin 43:e match och blev den mest framgångsrika kaptenen i T20I.[69]

| 2 november 2021 14:00 (N) Rapport |

| Bangladesh · 84 (18.2 overs)                       | v | Sydafrika · 86/4 (13.3 overs)                     |
| Mahedi Hasan 27 (25) Anrich Nortje 3/8 (3.2 overs) |   | Temba Bavuma 31* (28) Taskin Ahmed 2/18 (4 overs) |

- Sydafrika vann lottningen och valde att fälta.
- Bangladesh och Sri Lanka blev utslagna till följd av denna match.[70]

| 4 november 2021 14:00 Rapport |

| Bangladesh · 73 (15 overs)                       | v | Australien · 78/2 (6.2 overs)                   |
| Shamim Hossain 19 (18) Adam Zampa 5/19 (4 overs) |   | Aaron Finch 40 (20) Shoriful Islam 1/9 (1 over) |

- Australien vann lottningen och valde att fälta.
- Adam Zampa (Australien) tog sin första 5-wicket haul i T20I.[71]

| 4 november 2021 18:00 (N) Rapport |

| Sri Lanka · 189/3 (20 overs)                          | v | Västindien · 169/8 (20 overs)                             |
| Charith Asalanka 68 (41) Andre Russell 2/33 (4 overs) |   | Shimron Hetmyer 81* (54) Wanindu Hasaranga 2/19 (4 overs) |

- Västindien vann lottningen och valde att fälta.
- Västindien blev utslagna till följd av denna match.[72]

| 6 november 2021 14:00 Rapport |

| Västindien · 157/7 (20 overs)                        | v | Australien · 161/2 (16.2 overs)                |
| Kieron Pollard 44 (31) Josh Hazlewood 4/39 (4 overs) |   | David Warner 89* (56) Chris Gayle 1/7 (1 over) |

- Australien vann lottningen och valde att fälta.

| 6 november 2021 18:00 (N) Rapport |

| Sydafrika · 189/2 (20 overs)                            | v | England · 179/8 (20 overs)                     |
| Rassie van der Dussen 94* (60) Moeen Ali 1/27 (4 overs) |   | Moeen Ali 37 (27) Kagiso Rabada 3/48 (4 overs) |

- England vann lottningen och valde att fälta.
- Kagiso Rabada blev den första sydafrikanska bowlern att få ett hattrick i T20I.[73]
- England och Australien kvalificerades båda till följd av den här matchen,[74] medan Sydafrika blev utslagna.[75]

### Grupp 2
| Plats | Lag         | Resultat | Resultat | Resultat | Resultat | Resultat | Resultat | Kvalificering            |
| Plats | Lag         | S        | V        | F        | IR       | P        | NRR      | Kvalificering            |
| ----- | ----------- | -------- | -------- | -------- | -------- | -------- | -------- | ------------------------ |
| 1     | Pakistan    | 5        | 5        | 0        | 0        | 10       | 1.583    | Avancemang till slutspel |
| 2     | Nya Zeeland | 5        | 4        | 1        | 0        | 8        | 1.162    | Avancemang till slutspel |
| 3     | Indien      | 5        | 3        | 2        | 0        | 6        | 1.747    |                          |
| 4     | Afghanistan | 5        | 2        | 3        | 0        | 4        | 1.053    |                          |
| 5     | Namibia     | 5        | 1        | 4        | 0        | 2        | −1.890   |                          |
| 6     | Skottland   | 5        | 0        | 5        | 0        | 0        | −3.543   |                          |

| 24 oktober 2021 18:00 (N) Rapport |

| Indien · 151/7 (20 overs)                         | v | Pakistan · 152/0 (17.5 overs) |
| Virat Kohli 57 (49) Shaheen Afridi 3/31 (4 overs) |   | Mohammad Rizwan 79* (55)      |

- Pakistan vann lottningen och valde att fälta.
- Denna match var den 200:e internationella cricketmatchen mellan Indien och Pakistan.[76]
- Denna match blev den första Pakistanska vinsten på 13 matcher i ett cricketvärldsmästerskap.[77]
- Denna match blev Indiens första förlust någonsin med 10 wickets i T20I.[78]

| 25 oktober 2021 18:00 (N) Rapport |

| Afghanistan · 190/4 (20 overs)                          | v | Skottland · 60 (10.2 overs)                           |
| Najibullah Zadran 59 (34) Safyaan Sharif 2/33 (4 overs) |   | George Munsey 25 (18) Mujeeb Ur Rahman 5/20 (4 overs) |

- Afghanistan vann lottningen och valde att slå.
- Mujeeb Ur Rahman (Afghanistan) tog sin första 5-wicket haul i T20I.[79]
- Denna match blev Afghanistans största i T20I, sett till runmarginal.[80]

| 26 oktober 2021 18:00 (N) Rapport |

| Nya Zeeland · 134/8 (20 overs)                   | v | Pakistan · 135/5 (18.4 overs)                    |
| Daryl Mitchell 27 (20) Haris Rauf 4/22 (4 overs) |   | Mohammad Rizwan 33 (34) Ish Sodhi 2/28 (4 overs) |

- Pakistan vann lottningen och valde att fälta.
- Tim Southee (Nya Zeeland) tog sin 100:e wicket i T20I.[81]

| 27 oktober 2021 18:00 (N) Rapport |

| Skottland · 109/8 (20 overs)                           | v | Namibia · 115/6 (19.1 overs)                  |
| Michael Leask 44 (27) Ruben Trumpelmann 3/17 (4 overs) |   | JJ Smit 32* (23) Michael Leask 2/12 (2 overs) |

- Namibia vann lottningen och valde att fälta.

| 29 oktober 2021 18:00 (N) Rapport |

| Afghanistan · 147/6 (20 overs)                  | v | Pakistan · 148/5 (19 overs)                   |
| Gulbadin Naib 35* (25 Imad Wasim 2/25 (4 overs) |   | Babar Azam 51 (47) Rashid Khan 2/26 (4 overs) |

- Afghanistan vann lottningen och valde att slå.
- Rashid Khan (Afghanistan) blev den snabbaste bowlern att uppnå 100 wickets i T20I. Det tog honom endast 53 matcher.[82]
- Babar Azam (Pakistan) blev den snabbaste spelaren att nå 1000 runs som kapten. Det tog honom endast 26 innings.[83]

| 31 oktober 2021 14:00 Rapport |

| Afghanistan · 160/5 (20 overs)                                 | v | Namibia · 98/9 (20 overs)                      |
| Mohammad Shahzad 45 (33) Jan Nicol Loftie-Eaton 2/21 (4 overs) |   | David Wiese 26 (30) Hamid Hassan 3/9 (4 overs) |

- Afghanistan vann lottningen och valde att slå.
- Mohammed Shahzad blev den första afghanska spelaren att nå 2000 runs i T20I.[84]

| 31 oktober 2021 18:00 (N) Rapport |

| Indien · 110/7 (20 overs)                           | v | Nya Zeeland · 111/2 (14.3 overs)                     |
| Ravindra Jadeja 26* (19) Trent Boult 3/20 (4 overs) |   | Daryl Mitchell 49 (35) Jasprit Bumrah 2/19 (4 overs) |

- Nya Zeeland vann lottningen och valde att fälta.

| 2 november 2021 18:00 (N) Rapport |

| Pakistan · 189/2 (20 overs)                         | v | Namibia · 144/5 (20 overs)                     |
| Mohammad Rizwan 79* (50) David Wiese 1/30 (4 overs) |   | David Wiese 43* (31) Imad Wasim 1/13 (3 overs) |

- Pakistan vann lottningen och valde att slå.
- Pakistan kvalificerades till semifinalen till följd av denna match.[85]

| 3 november 2021 14:00 Rapport |

| Nya Zeeland · 172/5 (20 overs)                       | v | Skottland · 156/5 (20 overs)                      |
| Martin Guptill 93 (56) Safyaan Sharif 2/28 (4 overs) |   | Michael Leask 42* (20) Trent Boult 2/29 (4 overs) |

- Skottland vann lottningen och valde att fälta.
- Martin Guptill (Nya Zeeland) blev den andra slagmannen att nå 3000 runs i T20I.[86]
- Skottland blev utslagna till följd av denna match.[87]

| 3 november 2021 18:00 (N) Rapport |

| Indien · 210/2 (20 overs)                     | v | Afghanistan · 144/7 (20 overs)                     |
| Rohit Sharma 74 (47) Karim Janat 1/7 (1 over) |   | Karim Janat 42* (22) Mohammed Shami 3/32 (4 overs) |

- Afghanistan vann lottningen och valde att fälta.

| 5 november 2021 14:00 Rapport |

| Nya Zeeland · 163/4 (20 overs)                         | v | Namibia · 111/7 (20 overs)                            |
| Glenn Phillips 39* (21) Bernard Scholtz 1/15 (3 overs) |   | Michael van Lingen 25 (25) Tim Southee 2/15 (4 overs) |

- Namibia vann lottningen och valde att fälta.
- Namibia blev utslagna till följd av denna match.[88]

| 5 november 2021 18:00 (N) Rapport |

| Skottland · 85 (17.4 overs)                         | v | Indien · 89/2 (6.3 overs)                 |
| George Munsey 24 (19) Mohammed Shami 3/15 (3 overs) |   | KL Rahul 50 (19) Mark Watt 1/20 (2 overs) |

- Indien vann lottningen och valde att fälta.

| 7 november 2021 14:00 Rapport |

| Afghanistan · 124/8 (20 overs)                       | v | Nya Zeeland · 125/2 (18.1 overs)                    |
| Najibullah Zadran 73 (48) Trent Boult 3/17 (4 overs) |   | Kane Williamson 40* (42) Rashid Khan 1/27 (4 overs) |

- Afghanistan vann lottningen och valde att slå.
- Rashid Khan (Afghanistan) tog sin 400:e wicket i T20-cricket.[89]
- Nya Zeeland kvalificerades för semifinalen till följd av matchen,[90] medan Afghanistan och Indien blev utslagna.[91]

| 7 november 2021 18:00 (N) Rapport |

| Pakistan · 189/4 (20 overs)                     | v | Skottland · 117/6 (20 overs)                          |
| Babar Azam 66 (47) Chris Greaves 2/43 (4 overs) |   | Richie Berrington 54* (37) Shadab Khan 2/14 (4 overs) |

- Pakistan vann lottningen och valde att slå.

| 8 november 2021 18:00 (N) Rapport |

| Namibia · 132/8 (20 overs)                         | v | Indien · 136/1 (15.2 overs)                      |
| David Wiese 26 (25) Ravindra Jadeja 3/16 (4 overs) |   | Rohit Sharma 56 (37) Jan Frylinck 1/19 (2 overs) |

- Indien vann lottningen och valde att fälta.
- Virat Kohli (Indien) ledde Indien i sin 50:e T20I-match som kapten.[92]

## Slutspel
|  | Semifinaler | Semifinaler      |                    |                  | Final            | Final |  |  |  |  |
|  |             |                  |                    |                  |                  |       |  |  |  |  |
|  | England     | 166/4 (20 overs) |                    |                  |                  |       |  |  |  |  |
|  | Nya Zeeland | 177/5 (19 overs) |                    |                  |                  |       |  |  |  |  |
|  | Nya Zeeland | 177/5 (19 overs) |                    | Nya Zeeland      | 172/4 (20 overs) |       |  |  |  |  |
|  |             |                  |                    | Nya Zeeland      | 172/4 (20 overs) |       |  |  |  |  |
|  |             | Australien       | 173/2 (18.5 overs) |                  |                  |       |  |  |  |  |
|  | Pakistan    | Australien       | 173/2 (18.5 overs) | 176/4 (20 overs) |                  |       |  |  |  |  |
|  | Pakistan    |                  |                    | 176/4 (20 overs) |                  |       |  |  |  |  |
|  | Australien  | 177/5 (19 overs) |                    |                  |                  |       |  |  |  |  |

### Semifinaler
| 10 november 2021 18:00 (N) Rapport |

| England · 166/4 (20 overs)                      | v | Nya Zeeland · 167/5 (19 overs)                          |
| Moeen Ali 51* (37) James Neesham 1/18 (2 overs) |   | Daryl Mitchell 72* (47) Liam Livingstone 2/22 (4 overs) |

- Nya Zeeland vann lottningen och valde att fälta.

| 11 november 2021 18:00 (N) Rapport |

| Pakistan · 176/4 (20 overs)                           | v | Australien · 177/5 (19 overs)                   |
| Mohammad Rizwan 67 (52) Mitchell Starc 2/38 (4 overs) |   | David Warner 49 (30) Shadab Khan 4/26 (4 overs) |

- Australien vann lottningen och valde att fälta.

### Final
| 14 november 2021 18:00 (N) Rapport |

| Nya Zeeland · 172/4 (20 overs)                        | v | Australien · 173/2 (18.5 overs)                    |
| Kane Williamson 85 (48) Josh Hazlewood 3/16 (4 overs) |   | Mitchell Marsh 77* (50) Trent Boult 2/18 (4 overs) |

- Australien vann lottningen och valde att fälta.